# Ștefan Cazimir
Ștefan Cazimir (n. 10 noiembrie 1932, Iași, România – d. 5 august 2021, București, România) a fost un critic literar evreu, istoric literar și profesor de literatură română contemporan. Supraviețuitor al pogromului de la Iași. A fost profesor al Facultății de Litere a Universității din București până în 2002. Membru al Uniunii Scriitorilor din România. A devenit doctor în filologie română în 1976 cu teza Aspecte ale comicului la Caragiale. Este unul dintre caragialeologii de frunte. A debutat cu versuri în 1943 în Ziarul copiilor.

## Opere literare publicate
- Pionierii romanului românesc (1962), antologie
- Caragiale - universul comic (1967)
- Tensiunea lirică (1971)
- Stelele cardinale (1975)
- Pygmanolion (1982)
- Nu numai Caragiale (1984)
- Alfabetul de tranziție (ediția întâi 1986, ediția a doua, revăzută la Editura Humanitas, 2006)
- I. L. Caragiale față cu Kitschul (1988, 2012)
- Pentru contra (1991)
- Râsete în Parlament (1993)
- Caragiale e cu noi! (1997)
- Honeste scribere (2000)
- Caragiale recidivus! (2002)
- Potcoave de purici (2002)

## Activitate politică
Ștefan Cazimir a fondat Partidul Liber Schimbist din România, inspirat din piesa O scrisoare pierdută a lui Ion Luca Caragiale. Ulterior, în 1996, partidul a dispărut când noua lege a cerut ca fiecare partid să aibă minimum 10.000 de membri. Denumirea a fost preluată din discursul lui Cațavencu care se declară un adept al „liber schimbismului”, curent economic care milita pentru liberul schimb al mărfurilor și serviciilor (în limba engleză free trade), dar extins de Ștefan Cazimir și la alte sectoare ale vieții sociale. A fost ales deputat pe listele partidului Liber Schimbist. Ștefan Cazimir și-a continuat activitatea parlamentară din 1992 în Partidul Social Democrat, după fuziunea dintre cele două partide. Apoi în 1994 și 2000 a fost ales deputat pe listele PSD și a deținut funcția de membru al Comisiei Juridice, de Disciplină și de Imunități a Camerei Deputaților în legislatura 2000-2004. A fost deputat în Parlamentul României în trei legislaturi.
În legislatura 1990-1992, Ștefan Cazimir a fost membru în grupurile parlamentare de prietenie cu Statul Israel, Regatul Belgiei, Republica Coreea, Republica Populară Chineză, Republica Argentina, Republica Italiană, Republica Islamică Iran și Canada. În legislatura 2000-2004, Ștefan Cazimir a fost validat pe 6 februarie 2001 când a înlocuit-o pe deputata Corina Crețu, a fost membru în grupurile parlamentare de prietenie cu Republica Socialistă Vietnam, Regatul Belgiei și Republica Cehă și a înregistrat 78 de luări de cuvânt în 63 de ședințe parlamentare.
A fost colaborator al odioasei securitati, prin Brigada Anti-imigrati - UM 0225